# Jean-Joseph Thonissen
Jean-Joseph Thonissen, né à Hasselt le 10 janvier 1816 et décédé à Louvain le 17 août 1891, est un juriste, professeur d'université, patron de presse et homme politique belge.

## Sa vie
Il avait obtenu son diplôme de droit à l'Université d'État de Liège puis alla se perfectionner à Paris.
De retour dans sa ville natale en 1839 il y fonda avec son ami Bellefroid le Journal du Limbourg.
Auteur de travaux historiques, de doctrine politique et juridique nombreux, il fut sollicité pour enseigner à l'Université catholique de Louvain récemment fondée. Il y fut professeur à la Faculté de droit.
Il s'intéressait au socialisme, doctrine sur laquelle il écrivit plusieurs études et était profondément attaché aux libertés constitutionnelles au point d'être en butte à l'hostilité de son confrère ultramontain Charles Périn au sein de l'Université catholique.
Sa carrière politique le vit devenir député, ministre de l'Intérieur puis de l'Instruction Publique et enfin ministre d'État.

## Publications
- Constitution belge annotée, Hasselt, 1846
- Le socialisme et ses promesses, 1850 (2 volumes)
- Le socialisme dans le passé, 1851.
- Le socialisme depuis l'Antiquité jusqu'à la Constitution française du 14 janvier 1852, 1852.
- La Belgique sous le règne de Léopold Ier, Liège, 1855-1858, 4 volumes.
- Vie du comte Félix de Mérode, 1861.
- Vie du comte Ferdinand de Meeûs, Louvain, 1863.
- Quelques considérations sur la théorie du progrès indéfini dans ses rapports avec l'histoire de la civilisation et des dogmes du christianisme, 1859.
- De la prétendue nécessité de la peine de mort, 1862.
- Etudes sur l'histoire du droit criminel des peuples anciens (Inde brahmanique, Egypte, Judée), 1869.
- Le droit pénal de la République athénienne, précédé d'une étude sur le droit criminel de la Grèce légendaire, 1875.